# Agistemus collyerae
Agistemus collyerae är en spindeldjursart som beskrevs av Pedro C. Gonzales 1963. Agistemus collyerae ingår i släktet Agistemus och familjen Stigmaeidae. Inga underarter finns listade i Catalogue of Life.